# Костеј (Долина Аосте)
Костеј је насеље у Италији у округу Долина Аосте, региону Долина Аосте.
Према процени из 2011. у насељу је живело 7 становника. Насеље се налази на надморској висини од 1128 м.